# Wojciech Modliszewski
Wojciech Sitek Modliszewski herbu Ostoja (zm. przed 1503) – dziedzic dóbr w Modliszewie Kościelnym (Małym), dworzanin króla Aleksandra Jagiellończyka.

## Życiorys
Wojciech Modliszewski pochodził z rodziny pieczętującej się herbem Ostoja i posługującej się przydomkiem Sitek, osiadłej w Modliszewie Kościelnym w Wielkopolsce. Jego ojcem był Wojciech Sitek Modliszewski, a matką Małgorzata Mielińska. Jego stryjami byli: Marcin Sitek i ks. Mikołaj Sitek, proboszcz w Izdebnie i Raczkowie. Posiadał dziedziczne części w Modliszewie Kościelnym. W roku 1485 wspólnie z bratem Łukaszem uzyskali zobowiązanie od Marcina Mielińskiego (ich dziada macierzystego), uiszczenia 50 grzywien po zmarłej matce. Obaj wówczas znajdowali się pod opieką stryja ks. Mikołaja. Wojciech Modliszewski w roku 1500 dokonał podziału dóbr w Modliszewie Kościelnym z braćmi stryjecznymi – Wawrzyńcem i Mikołajem, synami Marcina. Rok później Wojciech swoją dziedziczną cześć w Modliszewie Kościelnym sprzedał wyderkafem za 15 grzywien Maciejowi Glinickiemu. W kolejnych latach był związany z dworem króla Aleksandra Jagiellończyka. Jakiś czas przebywał na Litwie. Podczas podróży powrotnej został zabity w mieście Łubowie przez Mikołaja i Bartosza Chwałkowskich. Byli oni pozwani o to zabójstwo, w roku 1503, przez siostry Wojciecha, Katarzynę i Małgorzatę. Istnieje też inna wersja śmierci Wojciecha Modliszewskiego. Według niej Modliszewski przybył do wuja Hektora Mielińskiego, do Mielna, gdzie zmarł, pozostawiając trzy konie i zbroję.